# 권익현 (1961년)
권익현(權翼鉉, 1961년 3월 15일~)은 대한민국의 정치인이다. 제45·46대 전라북도 부안군수(민선 7·8기, 2018. 7.~)이다.

## 민선 7기 부안군수 선거 관련 허위사실공표죄 논란
2018년 6월 13일 실시한 제7회 전국동시지방선거에서 부안군수 선거에 출마한 권익현은 선거운동 기간 중 TV 토론회 등에서 상대 후보자인 김종규 전임 부안군수에게 “잼버리 유치는 전라북도, 한국스카우트연맹이 공동 추진한 것으로 되어 있다. 공식문서에 그렇게 되어 있다. 부안군은 없다. 부안군은 무슨 역할을 했냐, 협조 역할을 했다. 밥상차려 놓으니까 숟가락 하나 얹어 놨다. 부안군이 새만금 잼버리대회를 유치한 것처럼 말하는데 결코 아니다”라는 취지로 발언하였다.
이에 김종규 후보 측은 김종규의 부안군수 재직 중 이뤄놓은 업적 중 하나인 제25회 세계 스카우트 잼버리 유치를 폄훼하였다며, ‘권익현은 김종규를 낙선시킬 목적으로 위와 같이 허위사실을 유포해 결국 김종규 후보 낙선에 영향을 미쳤다’는 고발요지로 공직선거법상 허위사실공표죄로 권익현을 고발하였다.
부안경찰서는 불기소의견으로 권익현을 검찰에 송치하였고, 2018년 11월 22일 정읍지청은 권익현의 공직선거법 위반 사실에 대해 ‘혐의 없음(증거불출분)’ 처분하였다.

## 학력
- 백산초등학교 졸업
- 백산중학교 졸업
- 백산고등학교 졸업
- 한국방송통신대학교 행정학과 학사
- 한국방송통신대학교 대학원 행정학 석사
- 전북대학교 대학원 행정학 박사 과정 수료

## 경력
- 제15대 김진배 국회의원 보좌관
- 2006.07 ~ 2010.06 제8대 민선 4기 전라북도의회 의원(부안군 제1선거구, 초선)
- 2010.07 ~ 2014.06 제9대 민선 5기 전라북도의회 의원(부안군 제1선거구, 재선)
- 제9대 전라북도의회 민주당 원내대표
- 민주당 전북도당 대변인
- 전북대학교 초빙교수
- 2018.07 ~ 2022.06 제45대 민선 7기 전라북도 부안군수(더불어민주당)
- 2022.07 ~ 제46대 민선 8기 전라북도 부안군수(더불어민주당)

## 역대 선거 결과
|  | 36.88% |

|  | 74.14% |

|  | 50.73% |

|  | 57.7% |